# Tia Clayton
Pour les articles homonymes, voir Clayton.
Tia Clayton (née le 18 août 2004) est une athlète jamaïcaine, spécialiste des épreuves de sprint.

## Biographie
Elle est la sœur jumelle de Tina Clayton, également sprinteuse.
Lors des championnats du monde juniors de 2021, à Nairobi au Kenya, la médaille d'or du relais 4 × 100 mètres en compagnie de sa sœur Tina, Serena Cole et Kerrica Hill, en établissant un nouveau record du monde junior en 42 s 94.
Le 17 avril 2022, à l'occasion des Jeux de la Carifta, l'équipe jamaïcaine composée de Serena Cole, Brianna Lyston et des sœurs Clayton établit un nouveau record du monde junior du 4 × 100 m en 42 s 58.

## Palmarès
| Date | Compétition                   | Lieu    | Résultat | Épreuve   | Temps   |
| ---- | ----------------------------- | ------- | -------- | --------- | ------- |
| 2021 | Championnats du monde juniors | Nairobi | 1re      | 4 × 100 m | 42 s 94 |
| 2022 | Championnats du monde juniors | Cali    | 1re      | 4 × 100 m | 42 s 59 |
| 2024 | Jeux olympiques               | Paris   | 7e       | 100 m     | 11 s 04 |
| 2024 | Jeux olympiques               | Paris   | 5e       | 4 × 100 m | 42 s 29 |

## Records
| Épreuve | Temps   | Lieu     | Date         |
| ------- | ------- | -------- | ------------ |
| 100 m   | 10 s 86 | Kingston | 28 juin 2024 |